# Церинг Вангчук
Церинг Вангчук (англ. Tshering Wangchuk) — бутанский политик и юрист, председатель Верховного суда Бутана с 2014 по 2019 год. В 2018 году занимал пост главы временного правительства Бутана.

## Биография
Церинг Вангчук получил степень магистра права в Университете Джорджа Вашингтона, а затем в Делийском университете. С 1987 по 1999 годы Вангчук работал в Высоком суде Бутана (1987—1988 стажёром (англ. Trainee Officer); 1988—1993 старшим сотрудником (англ. senior Section Officer); 1993—1999 судебным исполнителем (англ. Judicial Officer)). Одновременно с 1990 по 1995 год Вангчук служил вторым лейтенантом в Королевской бутанской армии и был награждён четвертым королем Бутана Джигме Сингье Вангчуком высшей военной наградой как участник ополчения. В 2006 году Вангчук работал судьёй Суда дзонгхага в Самдруп-Джонгхар.
В 2010 году был назначен судьёй Высокого суда. А в ноябре 2014 года Вангчук был назначен председателем Верховного суда Бутана.
1 августа 2018 года нижняя палата парламента Бутана была распущена в связи с подготовкой ко всеобщим выборам. 9 августа было назначено временное правительство во главе с главным советником — этот пост занял Церинг Вангчук. Он отвечал за Министерство внутренних дел и культуры и Министерство иностранных дел.